# Слободковский сельсовет (Могилёвская область)
Слобо́дковский сельсовет (бел.  Слабо́дкаўскі сельсавет) — административно-территориальная единица Бобруйского района Могилёвской области Белоруссии.

## Географическое положение
Слободковский сельский Совет депутатов расположен на юго-западе Бобруйского района Могилёвской области. Расстояние от сельского Совета до районного центра — Бобруйска — 4 км.

## История
Свою историю сельсовет начинает с 1922 года. БССР тогда состояла из 6 уездов, а Бобруйский уезд состоял из 32 волостей, среди которых была Горбацевичская волость, которая включала 24 сельсовета, в том числе и Большой Каменский сельсовет, позднее преобразованный в нынешний Слободковский.
Первым председателем сельсовета был Шашолкин Никифор Филиппович, уроженец деревни Грабово, а секретарём — Гладкевич Андрей Филиппович, из деревни Каменка. Сельский Совет располагался в Каменке, в доме Марфы Чернявской.
В 1924 году Горбацевичская волость была преобразована в район и была разбита на 5 сельсоветов. Большой Каменский сельсовет переименовали в Каменский.
В 1936 году сельсовет был перенесен в деревню Слободка, в дом профессора сельского хозяйства Якова Яковлевича Палферова (преподавателя Краснобережского техникума, который занимался научной работой и знал 11 иностранных языков, был родом из донских казаков).
16 июля 1954 года Указом Президиума Верховного Совета БССР Каменский сельсовет был переименован в Слободковский с центром в деревне Слободка.
В 1968 году на месте старого здание сельсовета было построено новое с пристройкой почтового отделения.
Названия:
- Каменский сельский Совет депутатов трудящихся
- с июля 1954 — Слободковский сельский Совет депутатов трудящихся
- с 7.10.1977 — Слободковский сельский Совет народных депутатов
- с 15.3.1994 — Слободковский сельский Совет депутатов[1].

Административная подчинённость:
- в Горбацевичской волости Бобруйского уезда
- в Бобруйском районе[1].

18 августа 1972 года в городскую черту города Бобруйска включены деревни Дедново, Киселевичи и посёлок Дедново Слободковского сельсовета и деревня Еловики Сычковского сельсовета Бобруйского района Могилёвской области.

## Население
- 1999 год — 4206 человек
- 2010 год — 3538 человек
- 2012 год — 3458 человек, 1448 домашних хозяйств

## Промышленность
- Сельскохозяйственные предприятия БООО «Омега-Люкс» и РУСП «Совхоз Киселевичи»
- ОАО ПМК-84 «Водстрой»
- Опытно-промышленный участок по производству топливного брикета БРУП «Гидролизного завода»

## Социальная сфера
- УО «Бобруйский государственный профессиональный лицей № 13»
- УО «Каменская вспомогательная школа-интернат»
- УСО «Каменский психоневрологический дом-интернат»
- Туголицкая СШ, Каменская СОШ, детские сады, дом культуры, клубы, библиотеки
- ФАПы, почтовые отделения, магазины

## Состав
Включает 15 населённых пунктов:
- Березовичи — деревня.
- Каменка — деревня.
- Вороновичи — деревня.
- Грабово — деревня.
- Залесье — посёлок.
- Кончаны — деревня.
- Дуброва — посёлок.
- Красный Лес — посёлок.
- Лекерта — посёлок.
- Новая Беларусь — посёлок.
- Орехово — деревня.
- Слободка — деревня.
- Туголица — посёлок.
- Уболотье — посёлок.
- Юбилейный — посёлок.

## Комментарии
1. ↑  По данным Зонального государственного архива в г. Бобруйске центр сельсовета был перенесён в д. Слободка в июле 1954 года[1].